# Notropis micropteryx
Notropis micropteryx är en fiskart som först beskrevs av Cope, 1868.  Notropis micropteryx ingår i släktet Notropis och familjen karpfiskar. Inga underarter finns listade i Catalogue of Life.